# 和泉幾治郎

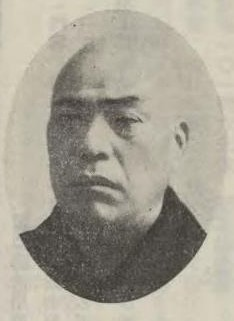
和泉幾治郎

和泉 幾治郎（安政6年 - ?）は、日本の発明家。
代々鉄工業を営んでおり、同じく鉄工業に従事した。明治時代になり欧米から文物が輸入されるが家内的工業機械は以前のままであり衰退に向かっていたため、新規工具機械の発明考案に着眼した。裁断機類の発明は19歳の時にしたものであり、中でも足袋裁断機がよく知られたものであった。
日清戦争に際して軍需品として草鞋用足袋の需要が莫大となったときに、下記足袋裁断機を発明し特許を受け、多田久治郎と協力し販布に努力した。結果として、想像以上の効果を収め、大阪製産品品評会に出品すると一等賞が授与された。特に大阪商品陳列場に参考品として御買上の栄を負った。

## 特許
- 特許第4582号 足袋裁断機